# Муршид Кули-хан Устаджлу
Муршид Кули-хан Устаджлу(1553 — 1587, Бистам, Сефевидская Персия) — регент Шах Аббаса.

## Биография
Муршид Кули-хан Устаджлу родился в 1553 году в Карадаге в семье устаджлийского хана Шах кули-султана. Он из родом из туркоманского кочевого племени устаджлу, из клана Чавушлу. В юности успел отличиться в войнах с узбеками Шейбанидами и Османами.
В 1578 году Али Кули-хан совместно с Муршид Кули-ханом Устаджлу отказались выдать Махди Улья ее ребенка Аббаса под предлогом того, что ему при дворе якобы «угрожает опасность». На самом же деле они намеревались иметь при себе наследника престола с тем, чтобы чувствовать себя более независимыми, управляя от его имени. Усиление Али Кули-хана Шамлу казалось опасным для правителя Мешхеда Муртуза Кули-хана Туркмана, который стремился установить свой контроль над Хорасаном. Большинство эмиров Хорасана, принадлежавших к племенам шамлу и устаджлу, заключили соглашение впредь не признавать центральное правительство в Казвине, в котором большую роль играли эмиры племени туркман и текели. Они избрали своим вождем Али Кули-хана Шамлу, сделав его «ханлар ханы» («хан ханов»). Таким образом, в Хорасане образовались две враждующие между собой группировки эмиров в Герате и Мешхеде.
Имеются в виду широко известные события, связанные с междоусобной борьбой за власть между главой племени устаджлу Муршид-кули-ханом и главой племени шамлу ‘Али-кули-ханом, каждый из которых рассчитывал сделать юного ‘Аббас-мирзу орудием достижения своих целей. Как известно, верх в этой борьбе одержал Муршид-кули-хан. Его людям удалось похитить ‘Аббас-мирзу в решающем сражении между ними. Муршид-кули-хан привез ‘Аббаса в Мешхед, возвел на царство, а сам стал оплотом его власти.
Предводитель племени устаджлу при дворе Пире Мухаммед-хан вынужден был примириться с расправой над представителями шамлу при дворе, чтобы спасти свое племя от подобной же участи, так как его племя также обвинялось в соучастии в мятеже в Хорасане из-за выступления Муршид Кули-хана Устаджлу на стороне правителя Герата Али Кули-хана Шамлу. В знак примирения он принял участие в пышной свадьбе Амир-хана Туркмана с принцессой Фатимой Султан-ханум и дал согласие на брак своей дочери с сыном Амир-хана, который состоялся в Тебризе после описанных кровавых событий.
Но вскоре шах Аббас отделался от стеснительной опеки Муршид Кули-хана путем убийства. Тогда же шах Аббас стал опираться на ту группировку класса феодалов, которая одна лишь была заинтересована в существовании сильной центральной власти на гражданских чиновников (бюрократию), почти сплошь персов. Опираясь на них, шах отдавал предпочтение иранскому оседлому элементу перед азербайджанским кочевым элементом.